# Licata
Licata (sicilià Licata) és un municipi italià, situat a la regió de Sicília i a la província d'Agrigent. L'any 2008 tenia 39.202 habitants. Limita amb els municipis de Butera (CL), Camastra, Campobello di Licata, Naro, Palma di Montechiaro i Ravanusa.

## Administració
| Període | Identitat    | Partit        |
| ------- | ------------ | ------------- |
| 2008-   | Angelo Graci | Llista cívica |

## Agermanament
- Cestas (Aquitània)
- Reinheim (Hessen)

## Personatges il·lustres
- Lara Cardella, escriptora